# Un topo in vendita
Un topo in vendita (Mouse for Sale) è un film del 1955 diretto da William Hanna e Joseph Barbera. È il novantaduesimo cortometraggio della serie Tom & Jerry, distribuito il 21 maggio del 1955 dalla Metro-Goldwyn-Mayer.

## Trama
Tom vede un annuncio sul giornale che dice che chi porterà un topo bianco a un negozio di animali riceverà una lauta ricompensa. Tom riesce a dipingere Jerry con della vernice bianca e a venderlo al negozio di animali, ricevendo la ricompensa. Joan però trova i soldi, con cui compra Jerry dipinto di bianco. Tom cerca quindi di catturare il topo e, quando ci riesce, Joan si arrabbia, colpisce Tom sulla testa con una scopa e lo getta fuori di casa. Quest'ultimo cerca quindi di far sparire il travestimento su di Jerry, ma ogni volta il topo riesce a camuffarsi dopo poco. Alla fine Tom vede una latta di vernice bianca nel garage, così si dipinge di bianco e torna a casa, lasciando Joan sorpresa. Tom e Jerry ballano insieme, incantando la donna. Credendo che il gatto fosse semplicemente geloso del topo bianco, Joan fa entrare Tom, ma gli fa promettere di essere amico di Jerry. Quando però se ne va, Tom calpesta ripetutamente Jerry mentre balla.

## Edizione italiana
Nella sigla trasmessa inizialmente dalle reti RAI e poi quelle di Mediaset, c'è il logo MGM degli anni '60. La voce di Joan è di Mirella Pace, mentre Franco Latini doppiava la voce di Tom, soprattutto mentre legge il giornale e il cartello, ma nell'edizione originale rimane muto, tranne la voce originale di Joan.